# 广延物
广延物（拉丁語：Res extensa）是勒内·笛卡尔在他的笛卡尔式本体论（一般也被称为“彻底的二元论”） 中提出的三种实体之一，另外两种是思维物（res cogitans）和上帝。在拉丁语中，"res extensa"意指“延展的东西”。笛卡尔也经常把这一概念翻译为“物质实体”（corporeal substance）。在笛卡尔的“实体-属性”模式的本体论中，广延是物质实体的主要属性。
在“第二沉思”中，笛卡尔对一块蜡进行分析（参见蜡块论证）。一块固体的蜡具有一定的感觉性质。然而蜡熔化后，它就丧失了固体形式中所具有的每一种外观性质。但笛卡尔认为，在熔化的物质中仍可以发现蜡的观念。